# Skinhead néonazi
 (mars 2023).
Si vous disposez d'ouvrages ou d'articles de référence ou si vous connaissez des sites web de qualité traitant du thème abordé ici, merci de compléter l'article en donnant les références utiles à sa vérifiabilité et en les liant à la section « Notes et références ».

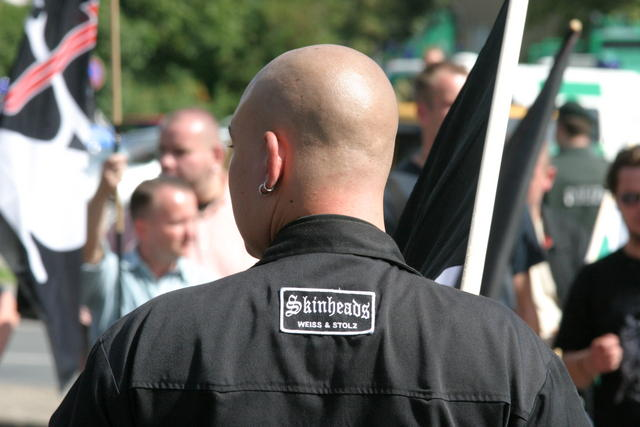
Skinhead national-socialiste allemand.

Les skinheads néonazis, plus simplement skinheads nazis, forment un mouvement d'extrême droite imprégné d'idéologie néonazie, néofasciste et de racisme suprémaciste blanc. Le mouvement est apparu au Royaume-Uni entre la fin des années 1960 et la fin des années 1970, avant de se propager à travers l'Eurasie et l'Amérique du Nord dans les années 1980 et 1990.
Ces skinheads d'extrême droite valorisent le nationalisme, le néofascisme, le néonazisme, ainsi que la ratonnade, l'antisémitisme, l'homophobie, le racisme, la discrimination, l'anticommunisme de manière violente, allant de l'action de rue à la lutte armée.
Le mouvement ne reflète pas l'ensemble de la mouvance skinheads. Certains membres apolitiques et une minorité d'extrême gauche considèrent cette position contraire aux racines musicales et culturelles pluriethniques de la mouvance, et qualifient péjorativement ces skinheads de boneheads (sic) alors qu'à l'inverse, les skinheads ne considèrent pas les SHARP comme de vrais skins car selon eux, ces-derniers nient le paki-bashing et le patriotisme fort des premiers skinheads et leur donnent le nom de poseur. Le port de lacets blancs signifie parfois « White Power » et les bretelles rouges National-Socialist (nazi) ; en Angleterre, mais aussi en France, les skinheads avaient coutume de porter des lacets rouges (bande du KLAN) avant que ceux-ci soient vus dans l'imagerie collective adoptés par les redskins. Les lacets blancs sont également arborés par des skins apolitiques ou SHARP en référence au damier noir et blanc du label de musique ska anti-raciste 2 Tone. Il arrive fréquemment que les skinheads nazis s'habillent tout en noir ou en paramilitaire et aient le crâne rasé à blanc, mais une partie conserve un look se rapprochant de celui des autres skinheads. Ils sont par ailleurs considérés comme un mouvement repoussoir dans l'extrême droite dont la plupart des partis et organisations refusent leur présence en leur sein.

## Historique
La radicalisation d'une minorité de skinheads, devenue boneheads, à l'extrême droite a été amorcée par la dérive du groupe britannique Skrewdriver, au départ apolitique avant sa refondation par son leader Ian Stuart. Au tournant des années 1970-1980, le rôle du parti d'extrême droite anglais National Front (avec, dans une moindre mesure, le British Movement) a été très important dans la transformation d'une partie de la mouvance skinhead en bras armé des néonazis anglais. Le revirement d'une partie importante des skinheads vers l'extrême-droite est à la fois une réaction violente face à la crise qui dévaste l'emploi industriel en Grande-Bretagne et le rejet de la politique travailliste inopérante face au chômage et à la misère galopante, et une radicalisation du nationalisme dans ce contexte, à partir d'un patriotisme très présent en Angleterre, comme chez tous les insulaires en général, et notamment chez les jeunes. Le port de l'Union Jack se retrouve d'ailleurs aussi chez les skinheads apolitiques et des punks. Le changement est à l'image du groupe Skrewdriver qui se reforme en 1979 sous forme politisée nationaliste, dans lequel le chanteur Ian Stuart montre son admiration pour Adolf Hitler. Dans son sillage, un certain nombre de groupes musicaux à la motivation principalement politique (No Remorse (band) (en), Skullhead, Battlezone, Squadron, English Rose, Razors Edge...) s'éloignent de plus en plus de la matrice Oi! originelle pour former le « White Noise » (« Bruit blanc », musique raciste et suprématiste blanche) qui donnera naissance au RAC (Rock Against Communism, rock anticommuniste) et à Blood & Honour (« Sang et Honneur », devise des Jeunesses hitlériennes), sorte d'internationale des skinheads néo-nazis rassemblant leurs activités d'agitation politique et d'organisation de concerts, édition et distribution musicale et de propagande, vente par correspondance...
En Italie, les skinheads d'extrême droite sont aussi proche du courant de la musique alternative de droite, un courant identitaire.
Le Southern Poverty Law Center (SPLC) a constaté en 2020 que le mouvement skinhead ne comptait « quasiment aucune jeune recrue » aux États-Unis. Le SPLC écrit : « Les groupes nationalistes blancs soucieux de leur image et les groupes militants néonazis attirent la jeune génération, tandis que les nouveaux groupes skinheads racistes n'émergent que de fragments de groupes existants. Aucun groupe ne recrute en nombre significatif».

## Activités
Ils sont connus pour leurs agressions physiques, surtout contre les immigrés pakistanais dans la lignée de leurs prédécesseurs (le « paki bashing », lynchage de Pakistanais), et contre des hippies, homosexuels, juifs, musulmans, ainsi que des militants d'extrême gauche (communistes en particulier), mais ont aussi pris pour cible les skinheads antiracistes (dont beaucoup ont été grièvement blessés voire assassinés[réf. nécessaire]) et les skinheads RASH. C'est en réaction à cette politisation brutale et à l'extrême-droite qu'apparait Skinheads Against the Nazis, label affilié à l'Anti-Nazi League, elle-même propulsée par le SWP (Socialist Workers Party - trotskiste) pour tenter d'organiser ses sympathisants skinheads autour d'un label circonstancié plutôt que dans un groupe militant effectif mais qui ouvrira la porte aux divers courants "redskins" (Red Action Skinhead, skinheads qui ont suivi en 1981 la scission de Red action, petit groupe exclu du SWP pour son radicalisme sur la question de l'auto-défense et de la violence anti-fascistes ; Red & Anarchist skinheads, fondé au début des années 1990 aux États-Unis pour organiser les skinheads de gauche et d'extrême-gauche) et autres mouvances skinheads anti-racistes, comme le SHARP (Skinheads Against Racial Prejudice - Skinheads contre les préjugés raciaux) fondé au milieu des années 1980 aux États-Unis dans la ville de Cincinnati et importé en Europe vers 1989 par le chanteur du groupe de Oi! gallois The Oppressed, Roddy Moreno.

### États-Unis
Dans les années 1980, des Skinheads américains dérivent vers l'extrême droite et se rapprochent du Ku Klux Klan et des néo-nazis américains. Afin de les différencier des autres Skinheads, cette mouvance de skinheads néo-nazis est appelée White power skinhead. Ils commencent à se faire connaitre à partir de 1988 par une série de crimes : agressions contre des Vietnamiens, des Afro-Américains, des Coréens, des homosexuels en vandalisant des églises et des maisons et en défilant régulièrement en criant « White Power ! White Power ! »,,.
Deux groupes ou gangs se font particulièrement remarquer la Hammerskin Nation, et le Keystone United (en),.
Certains skinheads d'extrême droite ont été impliqués dans des meurtres dont les victimes étaient des antifascistes, des juifs, des communistes et même des skinheads antiracistes. C'est le cas de Lin Newborn et de Daniel Shersty, deux skinheads antiracistes américains assassinés par des skinheads suprémacistes blancs dans le désert du Mojave, au Texas.

### Italie
D'autres actions visent à intimider leurs opposants. Ainsi, en novembre 2017, des membres du groupuscule italien Veneto Fronte Skinheads (it) entrent dans un local appartenant à une association pro-réfugiés, accusant les membres de cette association de faire le jeu du capitalisme,.

### France
Les premières bandes skinheads d’extrême droite apparaissent en 1983-1984, lors du retour de jeunes hommes de déplacements en Angleterre. Elles se font remarquer à partir du défilé Jeanne d’Arc de 1985. Si le Front national cherche de suite à en démarquer, certains groupuscules tentent de les satelliser (Troisième voie et ses Jeunesses nationalistes-révolutionnaires) ou de les incorporer (le Parti nationaliste français et européen). Dans les années 1990, la scène française se radicalise dans sa violence comme dans ses idées, sous l’effet de l’importation des thèses des skinheads néonazis américains, telles que celles de David Lane.

## Symbolique
1. La croix celtique écourtée (White Power) : symbole solaire européen par excellence, représentant la course du temps, les saisons, le cycle de la vie jusqu'à la mort, l'héritage des peuples européens apparenté à la roue solaire, symbole païen millénaire détourné ;
2. La rune d'Odal : symbole nordique d'honneur et de fidélité à l'héritage des ancêtres ; elle est ici dite « pattée », les pattes étant les deux branches remontant à ses extrémités. La rune d'Odal pattée était, sous le IIIe Reich, le symbole des Jeunesses hitlériennes ;
3. Le poing blanc : symbole du combat des peuples indo-européens pour leur survie ;
4. La croix de fer avec croix gammée, à ne pas confondre avec la croix de Malte ;
5. La Sieg Rune (« rune de la victoire »), symbole de la SS : symbole du soleil, de la victoire et du feu, repris par les nazis ;
6. La Totenkopf (« tête de mort ») : l'insigne que portaient la division SS-Totenkopfverbände chargée des camps de concentration.

Ce sont les symboles les plus affichés par les nazi-skinheads. Il en existe d'autres, moins portés ou déjà connus tels que la croix gammée.
Leurs symboles font aussi parfois référence à la culture celte ou germanique. Ils s'inspirent surtout de la mouvance néopaïenne. La symbolique reprise n'est pas cautionnée et parfois même condamnée par des néopaïens.

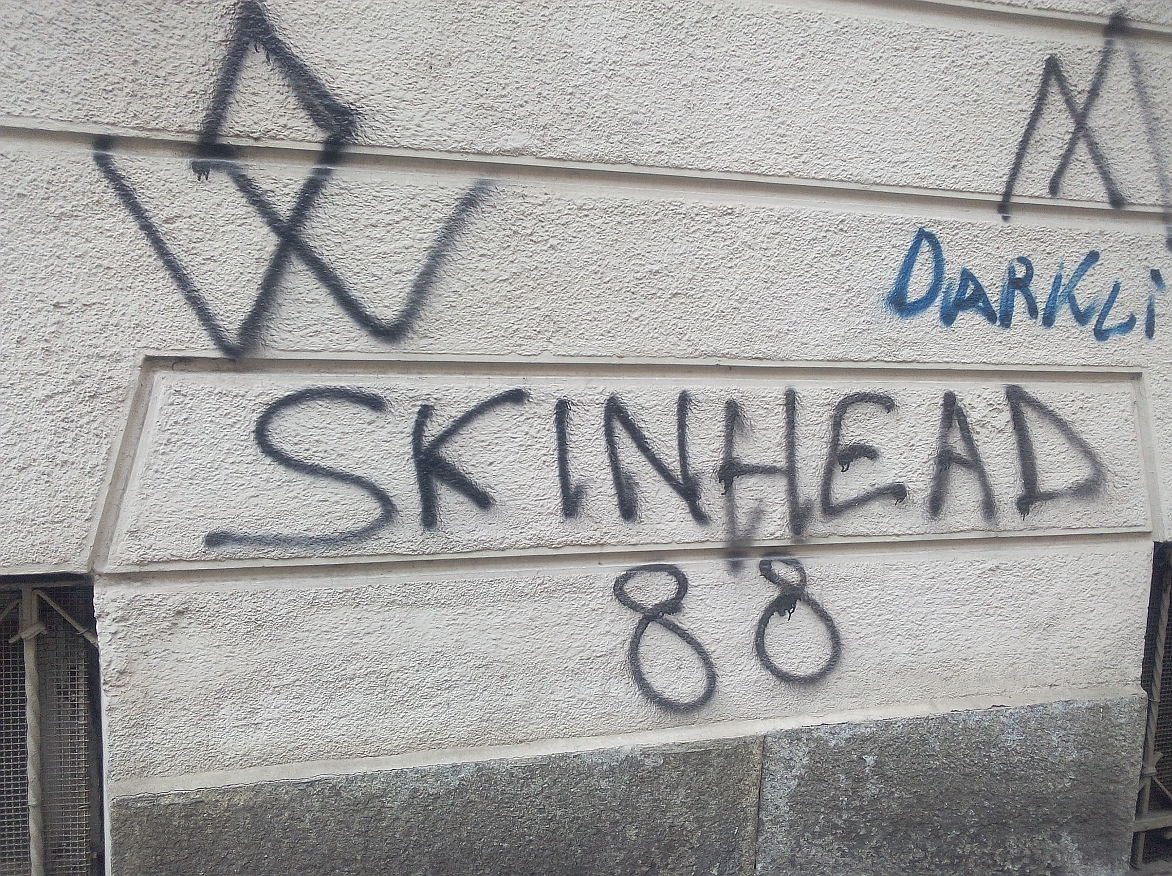
Skinhead 88, graffiti à Turin (Italie)

On retrouve également des symboles codés tels que « 88 », le 8 pour la huitième lettre de l'alphabet qui est le H, ce qui donne « HH » pour Heil Hitler, ou le S, si on prend l'alphabet à l'envers, ce qui veut alors dire « SS ». On trouve aussi fréquemment le « 18 » pour Adolf Hitler, repris par des groupes néonazis, qu'ils soient musicaux ou militants comme C18 (Combat 18).
Le nombre 14 fait quant à lui référence aux Fourteen Words du suprémaciste blanc américain David Lane : « We must secure the existence of our people and a future for white children » (« Nous devons garantir l'existence de notre peuple et l'avenir des enfants blancs »).
Le nombre 84, toujours basé sur l'ordre des lettres dans l'alphabet, est également parfois utilisé, celui-ci signifiant alors Heil Deutschland. Néanmoins ce nombre est aussi utilisé par des groupes patriotiques allemands et anglais qui, bien qu'étant proches du RAC (Rock Against Communism - Rock contre le communisme, d'inspiration raciste et fasciste plus qu'anti-communiste à proprement parler), ne se définissent pas comme nationaux-socialistes.
À propos de la Totenkopf (Tête de mort), il est à noter que celle-ci est couramment utilisée comme symbole par des groupes de supporters d'équipes de football dits « ultras », qui n'ont parfois rien à voir avec quelconque engagement néonazi. Le plus connu est celui des supporters Brigate Rossonere du Milan AC qui arborent une Totenkopf depuis 1975.

## Organisations de skinheads d'extrême droite
Les organisations ci-dessous n'ont pas toutes la même idéologie, même si elles prônent toutes un nationalisme de droite :
- Hammerskins : organisation de skinheads suprémacistes blancs présente dans tous les pays à majorité blanche.
- Veneto Fronte Skinheads (it) : skinheads néofascistes italiens de Vénétie
- Blood and Honour : Royaume-Uni
- Bloed-Bodem-Eer en Trouw : Région flamande, Belgique
- Combat 18 (groupe armé)
- Samouraï Spirit Skinhead  : skinheads japonais prônant le nationalisme japonais
- Yellowside 28 : similaire à B&H au Japon
- Carecas do ABC : groupe nationaliste brésilien, accepte des Afro-Brésiliens)
- Orgullo Skinhead : groupe d'extrême droite en Uruguay
- Nomad 88 : organisation armée en France
- Tri-City Skins (en) : skinheads suprémacistes blancs canadien

## Dans la culture
Dans la culture de masse, des films et jeux vidéo prennent pour sujet les skinheads. Quelques films documentaires vont à leur rencontre.

### Films
- Made in Britain (1982)
- Romper Stomper (1992)
- Sökarna (en) (1993)
- Fièvre à Columbus University (1995)
- The Infiltrator (1995)
- Nattbuss 807 (1997)
- Tic Tac (1997)
- American History X (1998)
- Pariah (en) (1998)
- Danny Balint (2001)
- Manhunt (2003)
- Skinhead Attitude (2003)
- White Terror (2005)
- This Is England (2006)
- Steel Toes (en) (2006)
- Russia 88 (en) (2009)
- Skinning (film) (en) titre original : Šisanje (2010)
- Guerriere (Kriegerin en v.o.) (2012)
- Un Français (2015)
- Imperium (2016)
- Skin (2018)
- Les Rascals (2022)

### Jeux vidéo
- Ethnic Cleansing (2002) : le joueur peut incarner un skinhead néonazi ou un membre du Ku-Klux-Klan, son objectif est de tuer des hispaniques, des noirs et des juifs.
- Angry Goy 2 (2018) : un jeu vidéo néo-nazi, dans lequel on doit tuer des Redskins, des homosexuels, des noirs, des musulmans, des membres de Fake news et des juifs, afin de porter secours à Donald Trump[12].
- Jesus Strikes Back: Judgment Day (2019) : un jeu vidéo raciste où on incarne Adolf Hitler[13].